# Opočno
Opočno (dříve také Opočen  nebo Opočno pod Orlickými horami, německy Opotschno) je město v Královéhradeckém kraji v okrese Rychnov nad Kněžnou. Včetně místních částí v ní žije přibližně 3 100 obyvatel.

## Historie
Místo bylo osídleno již na konci doby bronzové, avšak první písemná zmínka o hradišti Opočně (jméno je odvozeno od slova opuka, nebo od staročeského slova "opučený" ve významu kamenný) pochází z roku 1068 a nachází se v Kosmově kronice.
Prvními doloženými majiteli Opočna byli Mutina a později jeho syn Sezema, páni z Dobrušky, později psaní též z Opočna, kteří místo získali kolem roku 1350 a na srázu nad Zlatým potokem vybudovali opevněný gotický hrad. Po Sezemově smrti v roce 1373 celé panství získali jeho synové Štěpán a Jan, kteří panství rozdělili. Opočno a území západně od Opočna tak získal Štěpán a stal se jeho jediným majitelem.
Před rokem 1390 Opočno koupil Půta starší z Častolovic, po jehož smrti majetek zdědil jeho syn Půta mladší z Častolovic. Ten roku 1400 nebo krátce poté panství prodal Jan Krušinovi z Lichtenburka. V době kolem roku 1415 se majitelem opočenského panství stal Jan Městecký z Dobrušky a Opočna, který ho držel až do své smrti v roce 1431. V dalších letech je držení Opočna a přilehlého hradu nejasné, předpokládá se, že Opočno bylo v držení Jana z Dubé a na Vízmburku († 1450), poté Petr Svojše ze Zahrádky a Mikuláš Suchana z Libáně. V roce 1451 získal panství Jan Pohrobek a v roce 1455 následně Jiří z Poděbrad. Ten Opočno ještě v témže roce prodal Václavu z Valečova a Kněžmostu, po jehož smrti se majitelem stal jeho syn Viktorín († 1481). Ten však zemřel bez mužských potomků. Dědicem se stal jeho strýc Samuel z Hrádku a Valečova a od roku 1487 koupí Jan z Janovic a Prešpurka. Mezi lety 1493 až 1495 získal Opočno a celé panství za 20 000 uherských zlatých, včetně Dobrušky rod Trčků z Lípy. Ti v druhé polovině 16. století přestavěli chátrající gotický hrad na renesanční zámek.
Středověké městečko bylo opevněno příkopem, který pravděpodobně chránil už někdejší hradiště. Příkop patrně lemovala hradba, ale její podoba ani polohy bran nejsou známé. Přes městský příkop vedl most, který je písemně doložen k roku 1361 (stejně jako fara a škola). Při přestavbě hradu došlo k rozšíření zámeckého areálu do prostoru městečka, což si ve druhé polovině 16. století vynutilo rozšíření města směrem na sever. V rámci přestavby hradu byl zrušen hradní příkop, který byl částečně modifikován na pivovarský sklep. Z renesančního opevnění se dochovala jediná bašta pohlcená zástavbou v Baštecké ulici.
Mikuláš mladší Trčka z Lípy držel Opočno až do roku 1516, kdy zemřel bez potomků. Panství významně rozšířil přikupováním menších statků. Po jeho smrti panství zdědila jeho teta Johanka Kroměšínová z Březovic, která majetek postoupila svým synům Janovi, Vilémovi, Zdeňkovi, Jindřichovi a Mikulášovi, sama však zemřela ještě téhož roku. V letech 1516 až 1521 drželi majetek všichni bratři dohromady, v letech 1521 a 1527, po smrti bratrů potom již pouze Zdeněk a Mikuláš. V roce 1527 se správy ujal nejstarší Zdeněk, který panství dále rozšířil. V roce 1533, po rodovém přerozdělení majetku získal opočenskou část trčkovských majetků jeho syn Jan mladší Trčka na Lichnici a Opočně. Ten však neměl mužské potomky a v roce 1449 (či 1450) panství předal Vilémovi Trčkovi z Lípy. V roce 1586 vypukla v Opočně morová epidemie, z toho důvodu bylo opočenským měšťanům zakázáno zajíždět na trhy do Hradce Králové a Náchoda.
V roce 1596 se majitelem panství stal Kryštof Jaroslav Trčka z Lípy, který ho držel až do své smrti v roce 1601. Není známo, kdy Opočno obdrželo právní statut města, ale je jisté, že Opočnu bylo v roce 1608 uděleno trhové privilegium a tehdy již městem bylo. Posledním pánem z rodu Trčků na Opočně byl Jan Rudolf hrabě Trčka z Lípy (do roku 1634). Za účast rodu Trčků na proticísařském spiknutí bylo opočenské panství zkonfiskováno císařem Ferdinandem II. v roce 1634.

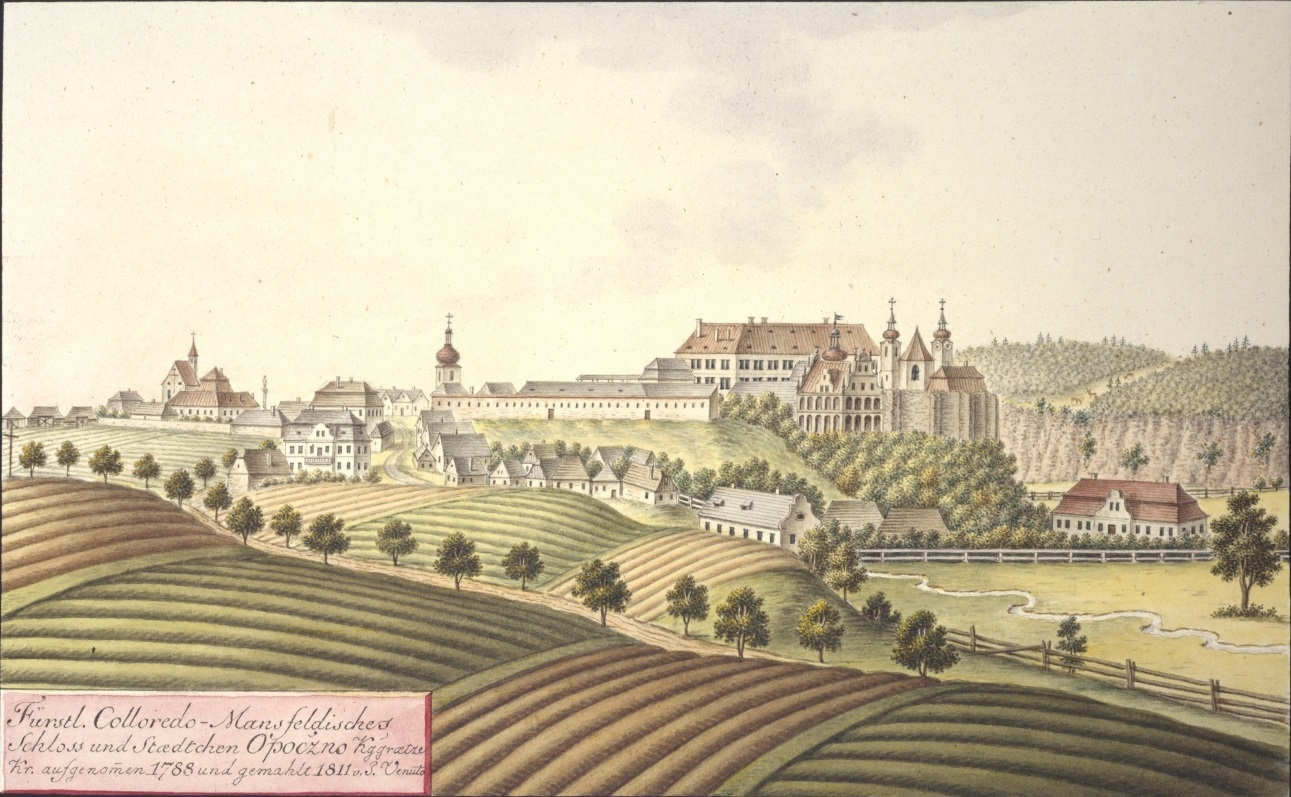
Město a zámek Opočno, pohled od severozápadu. Kresba Johanna Venuta z roku 1811 dle stavu v roce 1788.

Trčkovské statky byly zkonfiskovány císařem Ferdinandem II. a v roce 1635 dostali Opočno v zástavu Jeroným a Rudolf hrabata Colloredové z Waldsee, od roku 1636 pak v dědičné léno. Rudolf Colloredo, který se od roku 1638 stal jediným majitelem, zůstal svobodný a bezdětný. 
V roce 1646 obsadila Opočno švédská vojska. V důsledku hladomoru bylo obyvatelstvo postiženo řadou infekčních onemocnění a následnou vysokou úmrtností. Po Rudolfově smrti v roce 1657 Opočno převzal Vilémův syn Ludvík, zanechal však po sobě pouze dceru. Ta zděděný majetek převedla na Kamila Colloreda z další větve rodu. Ten majetek postoupil svému bratru Karlu Ludvíkovi, který je předal Jeronýmovi z další colloredovské linie. Po jeho smrti v roce 1726 zdědil Opočno jeho nejstarší syn Rudolf Josef. Během jeho panování na Opočně zámek navštívil i císař František Štěpán Lotrinský.
V roce 1788 Rudolf Josef zemřel a panství se ujal jeho nejstarší syn František de Paula Colloredo z Waldsee. Ten se oženil s Marií Isabellou z Mansfeldu a oba rody se tím spojily a používaly jméno Colloredo-Mannsfeld. Po Františkově smrti v roce 1807 se Opočna ujal jeho syn Rudolf Josef II. Colloredo.
Dne 17. června 1813 se na opočenském zámku setkal ruský car Alexandr I. Pavlovič s rakouským ministrem knížetem Metternichem, který mu nabídl rakouské zprostředkování s Napoleonem a snažil se ho přesvědčit o rakouských nárocích na Ilyrské provincie na Balkáně.
Rudolf Josef II. zemřel roku 1843 a panství a zámku se ujal jeho synovec František II. de Paula Gundakar. Ten zemřel v roce 1852 a zanechal po sobě pouze dceru Vilemínu. Panství se proto převzal Josef I., Františkův bratranec. Ten se musel nejen vypořádat s obrovskými dluhy, kterými bylo panství zatíženo, ale i vyřešit hospodářské potíže vzniklé zánikem roboty. Po smrti Josefa I. v roce 1895 se opočenským pánem stal jeho vnuk Josef II. Protože Josef II. neměl děti, adoptoval své čtyři synovce, kterým přenechal rodinný majetek.
V úterý 13. července 1926 navštívil město oficiálně prezident Československé republiky T. G. Masaryk, který do něj přijel z Nového Města nad Metují.

## Přírodní poměry
Město leží v Orlické tabuli nad pravým břehem Zlatého potoka. Jižně od něj se nachází obora, jejíž část je chráněna jako přírodní památka Opočno.

## Obyvatelstvo
| Rok            | 1869  | 1880  | 1890  | 1900  | 1910  | 1921  | 1930  | 1950  | 1961  | 1970  | 1980  | 1991  | 2001  | 2011  | 2021  |
| -------------- | ----- | ----- | ----- | ----- | ----- | ----- | ----- | ----- | ----- | ----- | ----- | ----- | ----- | ----- | ----- |
| Počet obyvatel | 1 939 | 2 202 | 2 262 | 2 346 | 2 620 | 2 597 | 2 380 | 2 505 | 2 648 | 2 858 | 3 096 | 3 044 | 2 836 | 2 836 | 2 822 |
| Počet domů     | 247   | 271   | 275   | 312   | 374   | 395   | 457   | 513   | 588   | 538   | 551   | 601   | 586   | 633   | 633   |

## Části města
- Čánka
- Dobříkovec
- Opočno

Od 1. ledna 1981 do 23. listopadu 1990 k městu patřilo i Mokré.

## Znak
Znak Opočna obsahuje v modrém štítu ve své spodní části, v patě zelené trojvrší, ze kterého vychází slunce s lidským obličejem. Paprsky slunce vyplňují pole štítu. V heraldickém levém rohu štítu se nachází zlatá hvězda. Ta bývá pětirohá, šestirohá či osmirohá.
Svůj znak údajně získalo Opočno při návštěvě Vladislava II. Jagellonského na opočenském hradě. Ten zřejmě městu udělil znak tehdejších majitelů opočenského panství pánů Valečovských z Valečova. Původní podoba znaku není známa, současná vychází z pečetí ze 17. století uložené v SOkA Náchod.[chybí lepší zdroj]

## Společnost

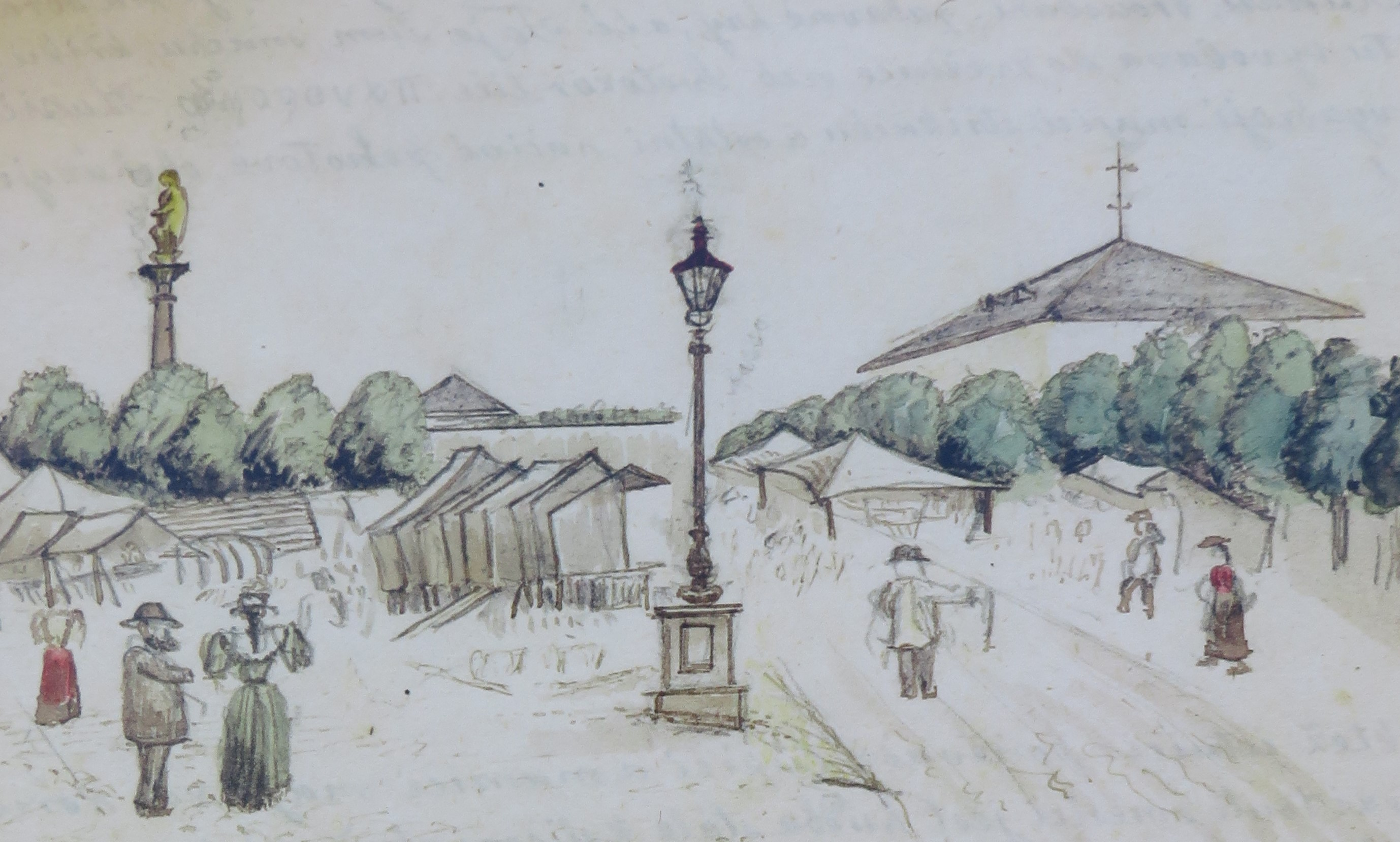
Porcinkule na Velkém náměstí 2. srpna 1894, nakreslil Alois Beer

Každý rok první srpnový víkend se v Opočně koná pouť zvaná porcinkule, původně františkánská, respektive kapucínská výroční pouť. Název je odvozen od kaple Porciunkule, zasvěcené Panně Marii Andělské v italském Assisi, která je spojená se zakladatelem františkánské řehole Františkem z Assisi. Řád menších bratří kapucínů přišel do Opočna v roce 1677 a působil zde při kostele Narození Páně až do roku 1950. Ve východních Čechách se porcinkule slaví také v Hostinném.
V Opočně je také velice aktivní Kruh přátel hudby Opočenská beseda, který od roku 1992 pravidelně pořádá koncerty klasické hudby v prostorách zámecké obrazárny nebo Mariánského kostelíka. V prostorách Mariánského kostelíku se každý srpen koná i festival Mladé varhany.
Ve městě je mateřská škola, základní škola, střední odborné učiliště, základní umělecká škola a škola speciální. V roce 2001 byl zřízen dům s pečovatelskou službou.
Při státním statku Opočno byla zřízena Mistrovská zemědělská škola státních statků (1952–1964).
Opočno má vlastní venkovní koupaliště u rybníka Broumar, se kterým sousedí autocamping a tenisové kurty. Město má zimní stadion a fotbalové hřiště.

## Pamětihodnosti
- Renesanční zámek, je dominantou města; hlavní budova má tři podlaží arkádových lodžií otevřených do obdélného nádvoří. Budovu obklopuje anglický park, k němuž přiléhá zámecká obora, kde se chová dančí a mufloní zvěř. Zámek má bohatě vybavené historické interiéry, rozsáhlou sbírku obrazů, knihovnu, kolekci evropských i asijských zbraní, trofejí i etnografických předmětů z Afriky a Ameriky shromážděných Josefem II. Colloredo-Mansfeldem (1866–1957).
- Mariánský kostelík je pseudorenesanční budova s hodnotnou výtvarnou výzdobou vnitřních omítek a oken. Byl postaven v roce 1810 jako funerální pro hrobku rodiny Colloredo-Mansfeldů. Nahradil zde dřevěný kostel z 12. století. Kostelík se nyní využívá k pořádání kulturních a společenských akcí, zejména koncertů klasické hudby, svatebních obřadů či k uvítání významných osobností ve městě.
- Kapucínský kostel Narození Páně na Kupkově náměstí je jednolodní stavba s pravoúhlým presbytářem a čtvercovými sakristiemi. Trojúhelníkové průčelí kostela má střídmou výzdobu.
- Bývalý zámecký pivovar je rozlehlý dvoukřídlý objekt, uzavírá spolu s přilehlým objektem čp. 2 severní stranu vnějšího zámeckého nádvoří.
- Historické domy čp. 134, 141 a 208 na Kupkově náměstí.
- Mariánský sloup s Immaculatou a sochami sv. Rocha, sv. Karla Boromejského, sv. Františka Xaverského a sv. Šebestiána, vytesal Giovanni Battista Bulla v letech 1714–1718.[13]

### Památné stromy
- Dub u kostela Panny Marie v Opočně
- Červenolistý buk u kostela Panny Marie
- Dub v urnovém háji v Dobrušské ulici
- Lípa před kapucínským klášterem
- Lípa Svobody
- Lípa ve vstupní části hřbitova
- Soustromí lip na Trčkově náměstí

## Osobnosti
- Maximilián Otto, rytíř z Ottenfeldu (1777–1858), poštovní reformátor
- František Alois Skuherský (1794–1864), lékař, mecenáš, zakladatel městské nemocnice
- Josef Vorel (1801–1874), hudební skladatel
- Filip Stanislav Kodym (1811–1884), lékař, přírodovědec, popularizátor vědy
- Rudolf Skuherský (1828–1863), matematik
- František Zdeněk Skuherský (1830–1892), hudební skladatel, pedagog
- Emanuel Štěpán Petr (1852–1930), stavitel varhan
- František Protivenský (1863–1927), policista a kriminalista, vrchní komisař policie, významný průkopník oboru daktyloskopie
- František Kupka (1871–1957), malíř, grafik, ilustrátor
- Václav Marel (1904–1964), hudební skladatel
- Anežka Ebertová (1923–2009), teoložka a vysokoškolská profesorka
- Naděžda Kavalírová (1923–2017), předsedkyně Konfederace politických vězňů České republiky
- Luboš Sluka (* 1928), hudební skladatel
- Alois Fišárek (1943–2023), filmový střihač, pedagog
- Věra Martinová (*1960), zpěvačka
- Josef Šlerka (* 1974), pedagog
- Pavel Brendl (* 1981), hokejista
- Jaroslav Plašil (* 1982), fotbalista
- Jan Kopecký (* 1982), automobilový závodník
- Taťána Kuchařová (* 1987), topmodelka, Miss ČR 2006, Miss World 2006
- Daniel Trubač (* 1997), fotbalista

## Galerie

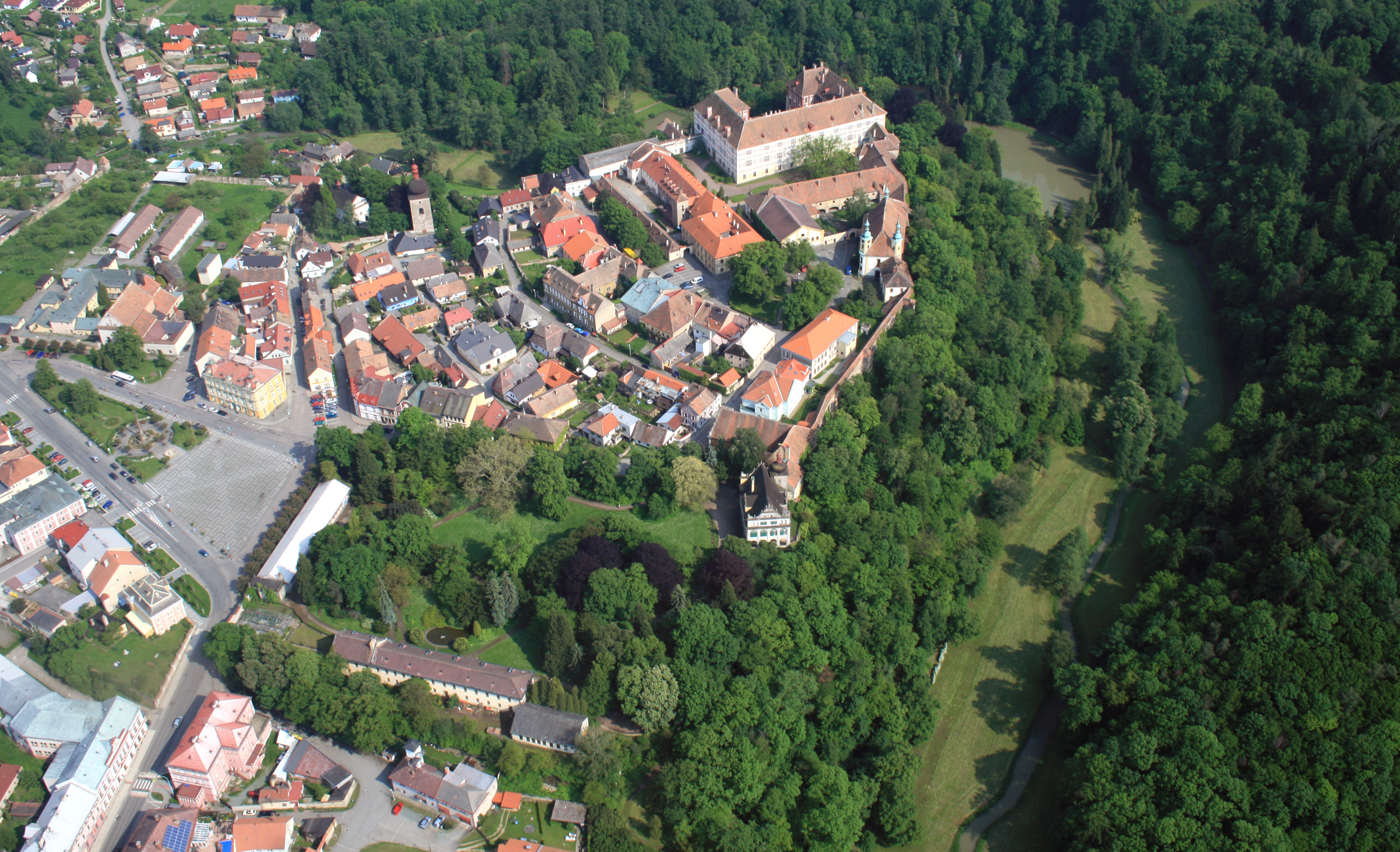
Letecký pohled
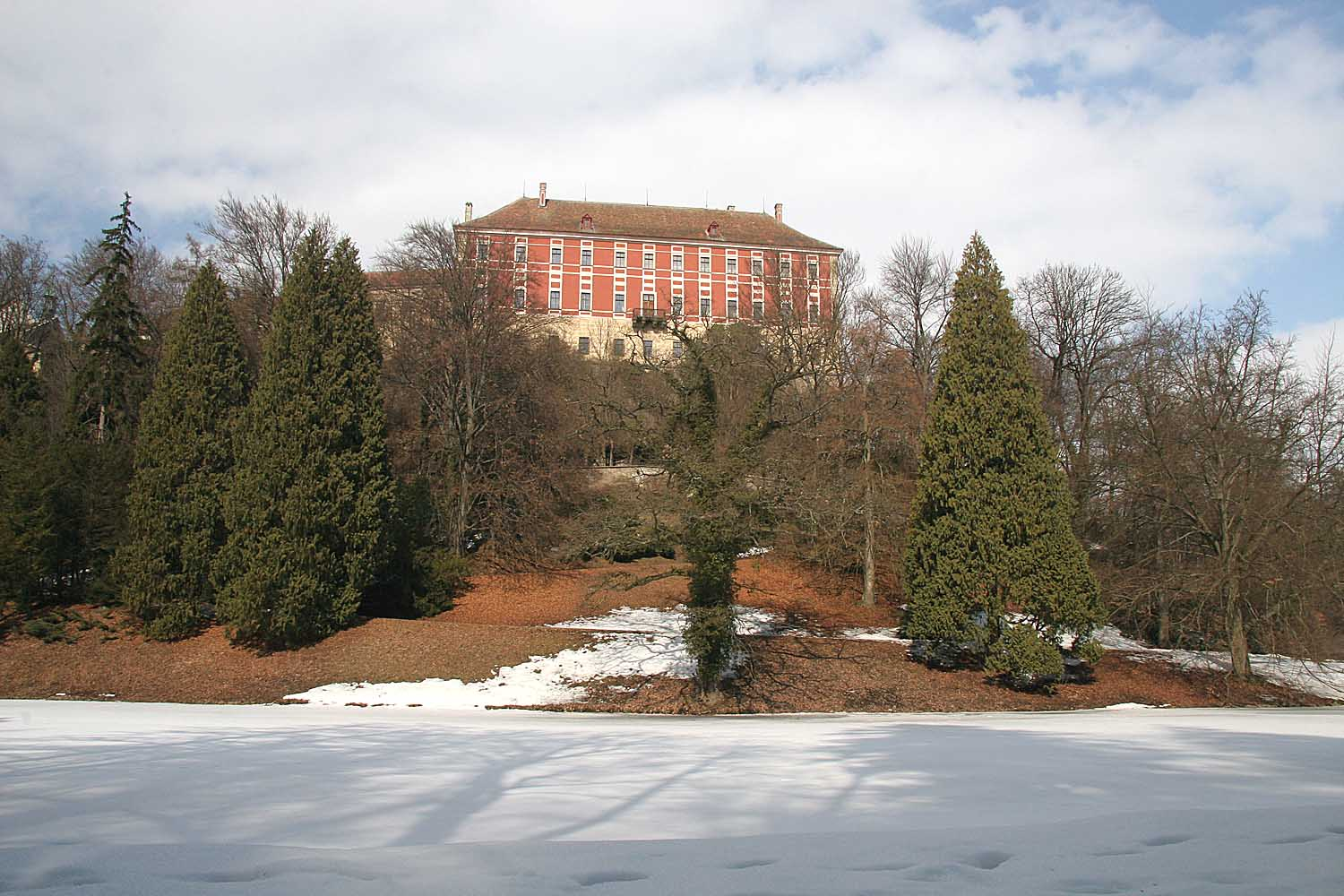
Zámek a park
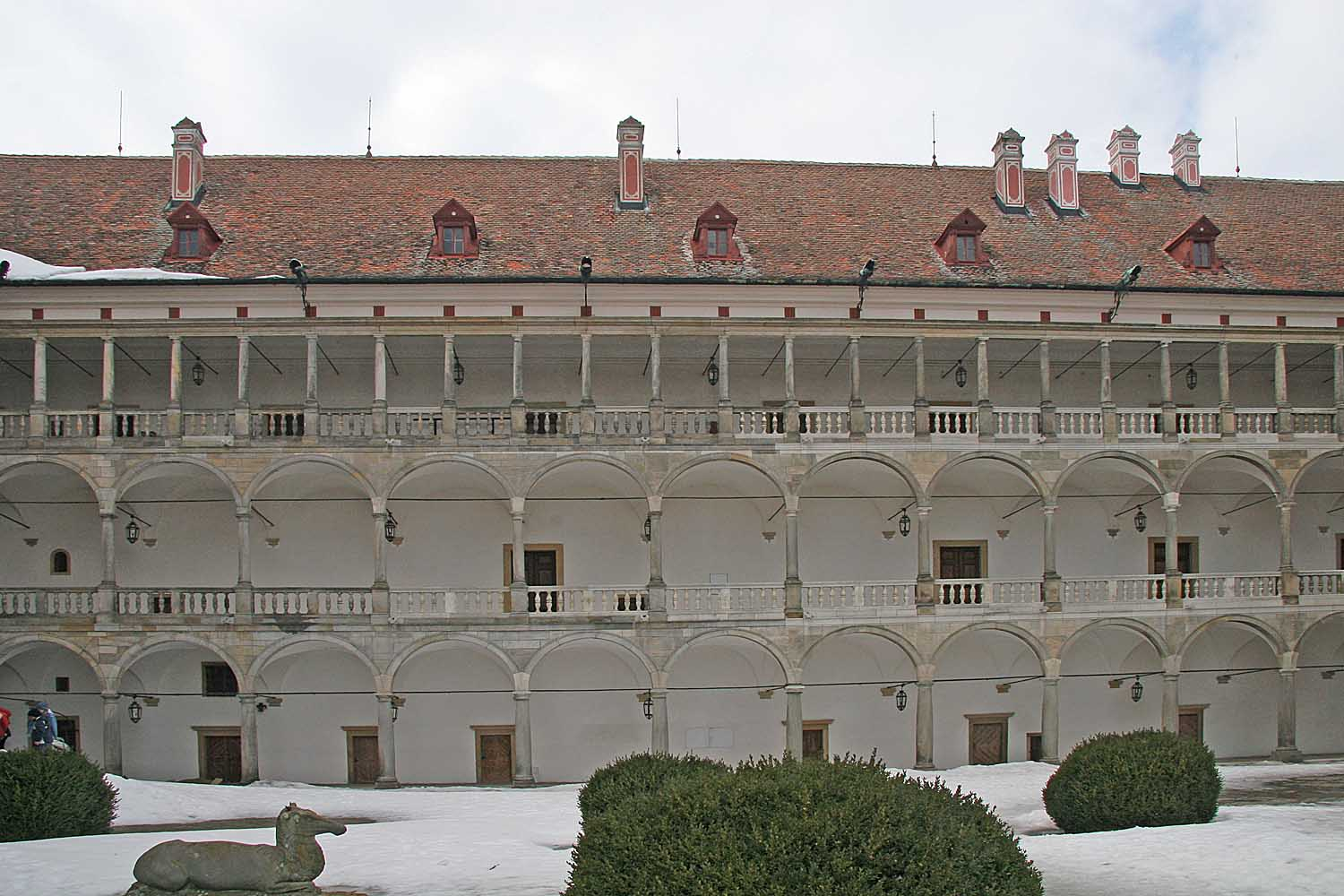
Zámecké arkády
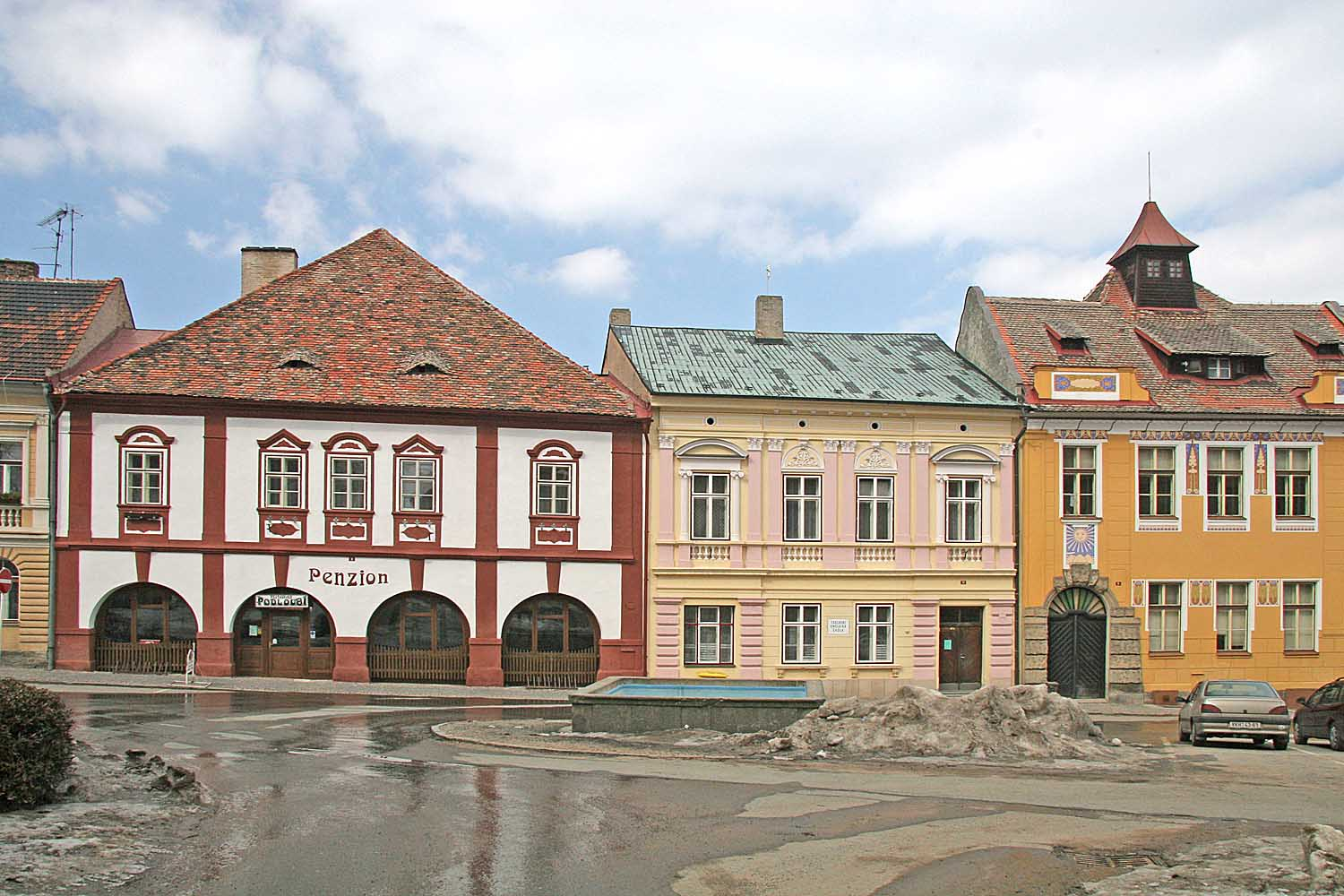
Domy na náměstí u zámku
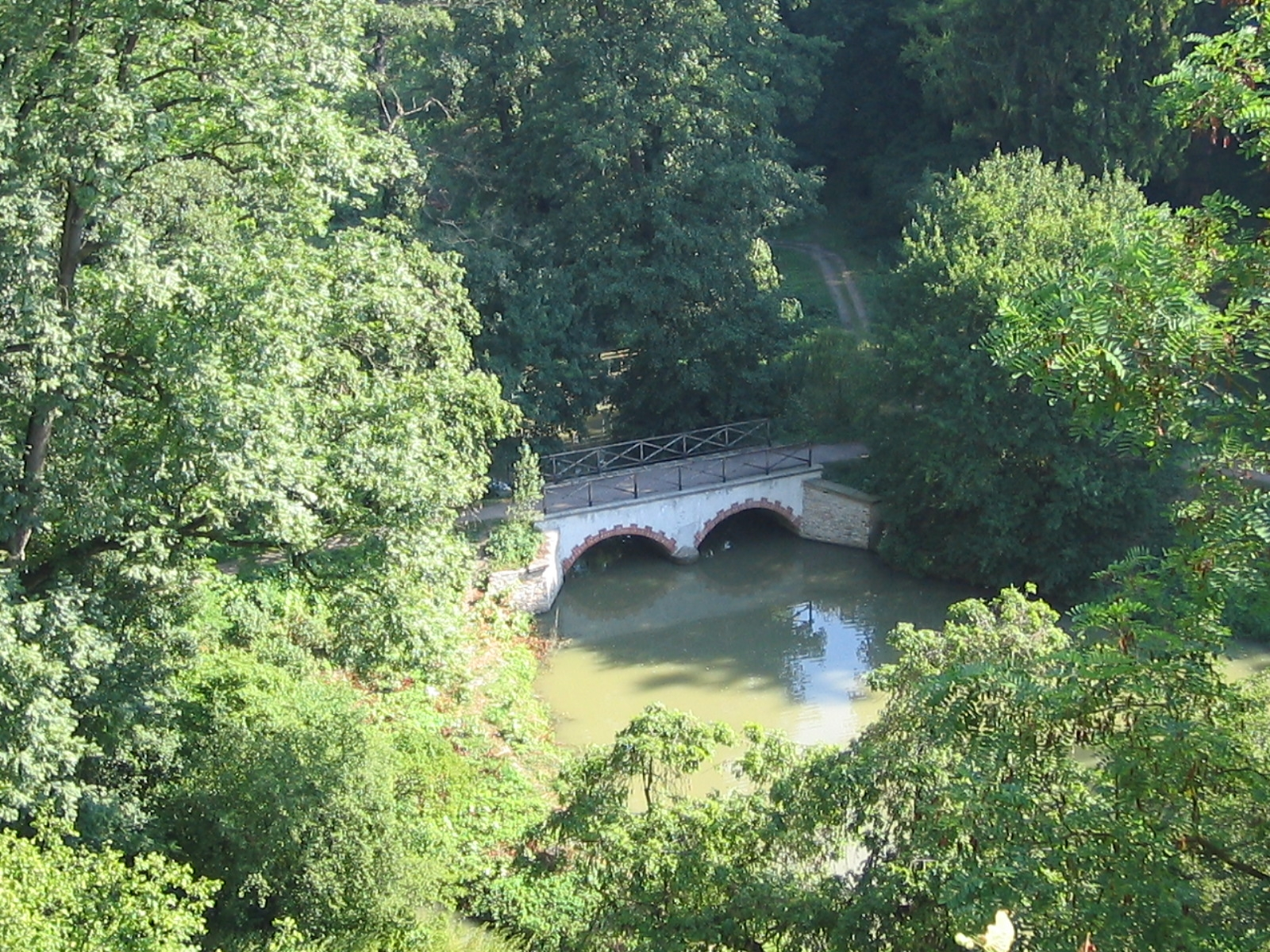
Zámecký park
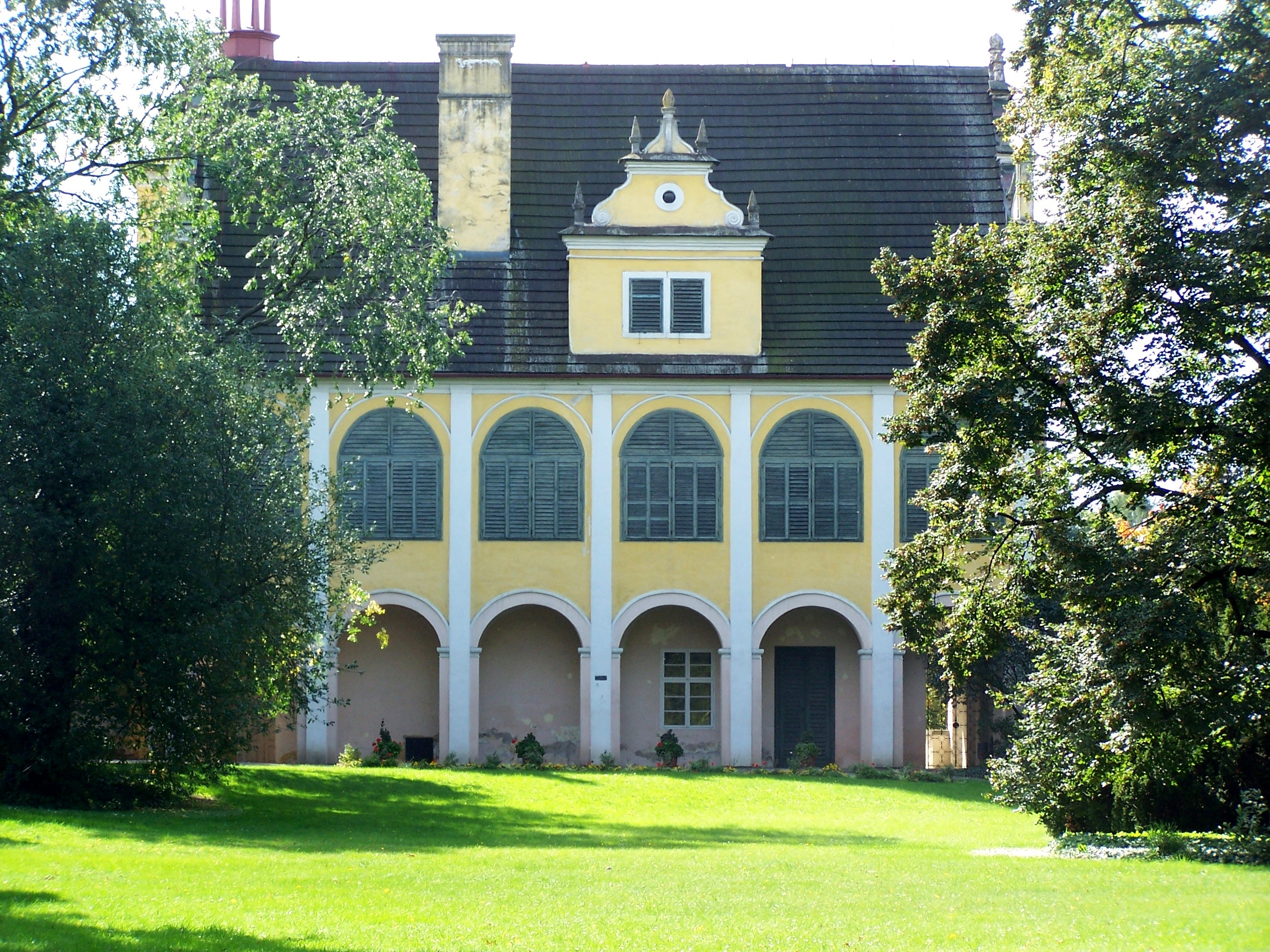
Letohrádek v zámeckém parku
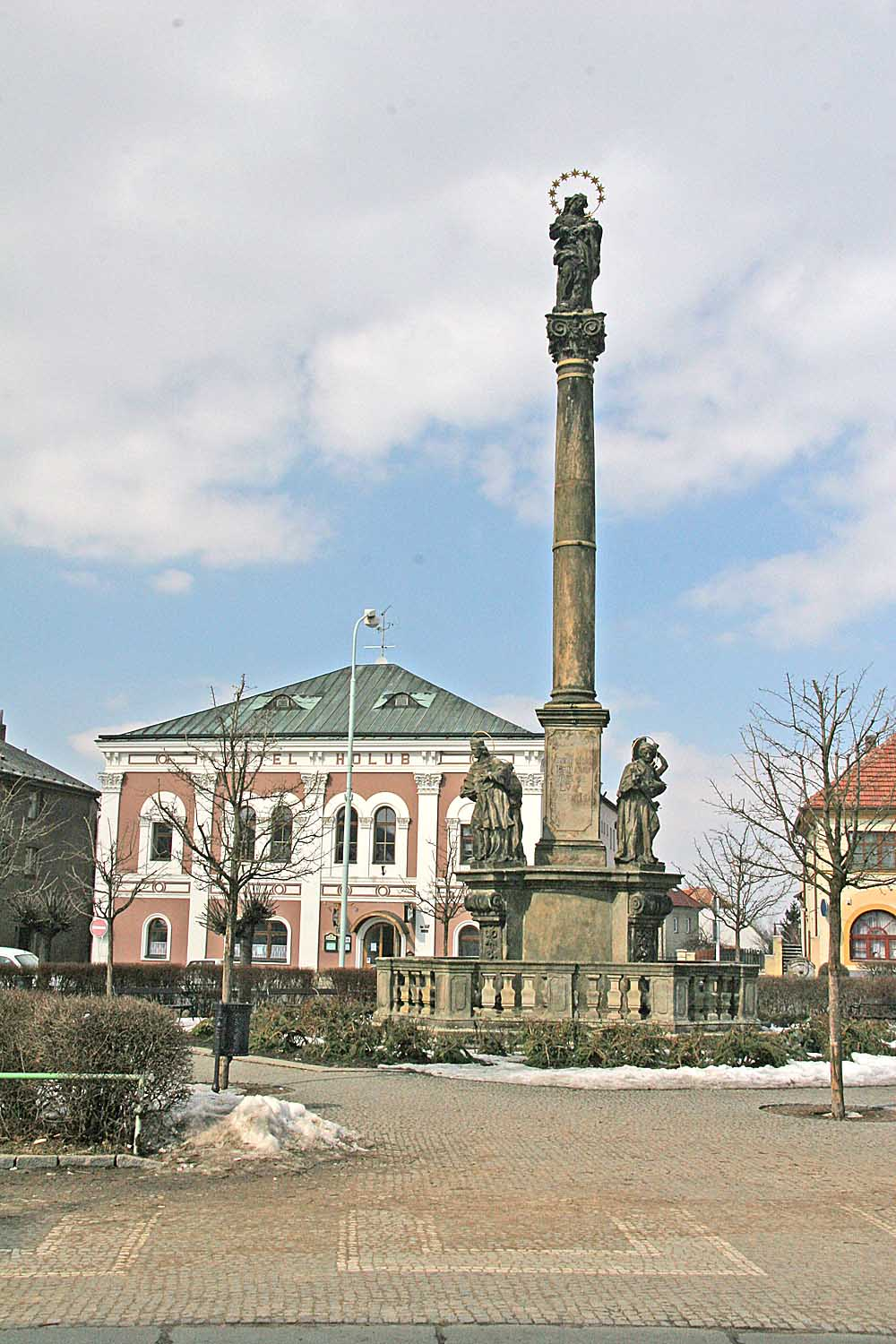
Mariánský sloup na Kupkově náměstí
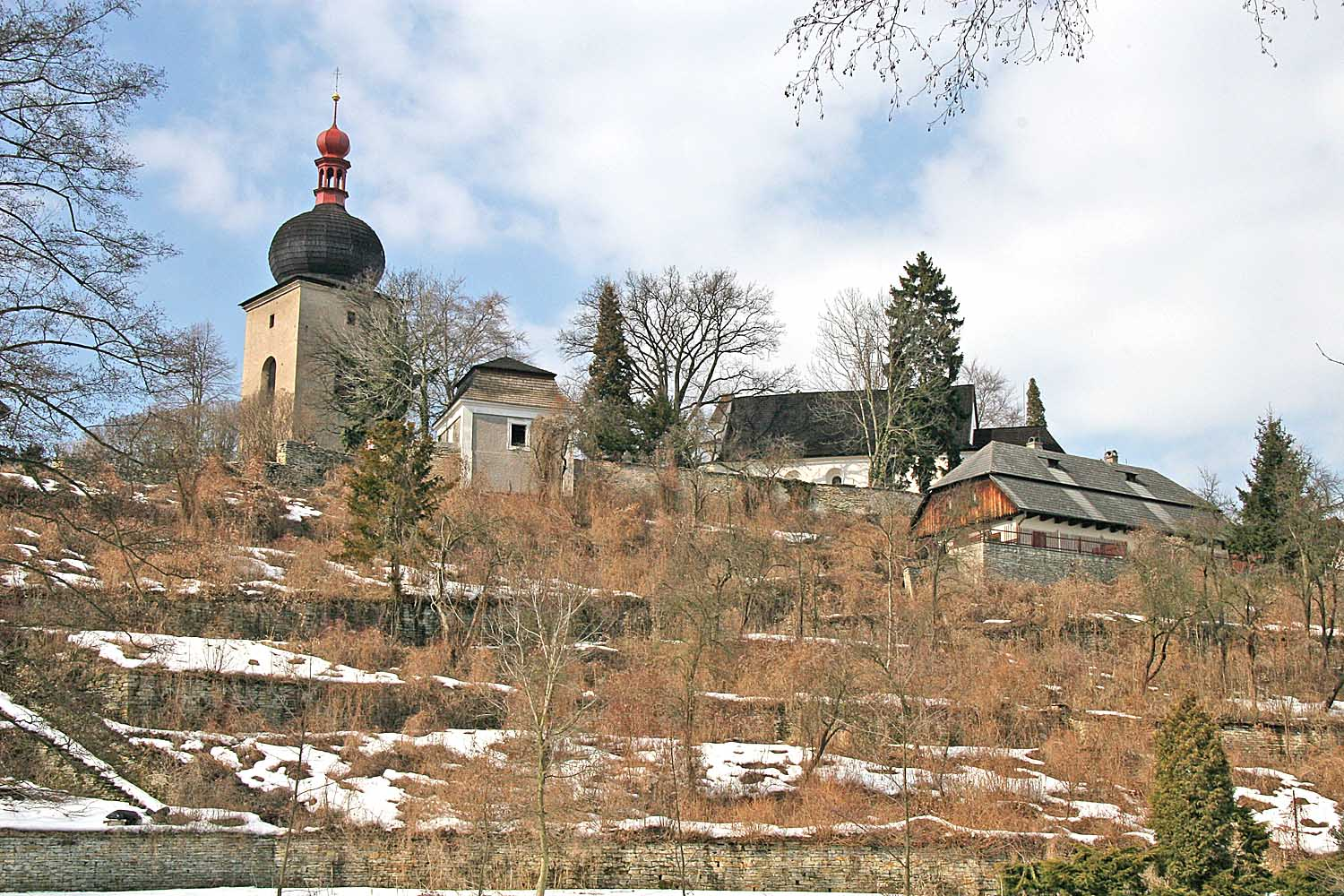
Městská zvonice u hřbitovního kostela Panny Marie
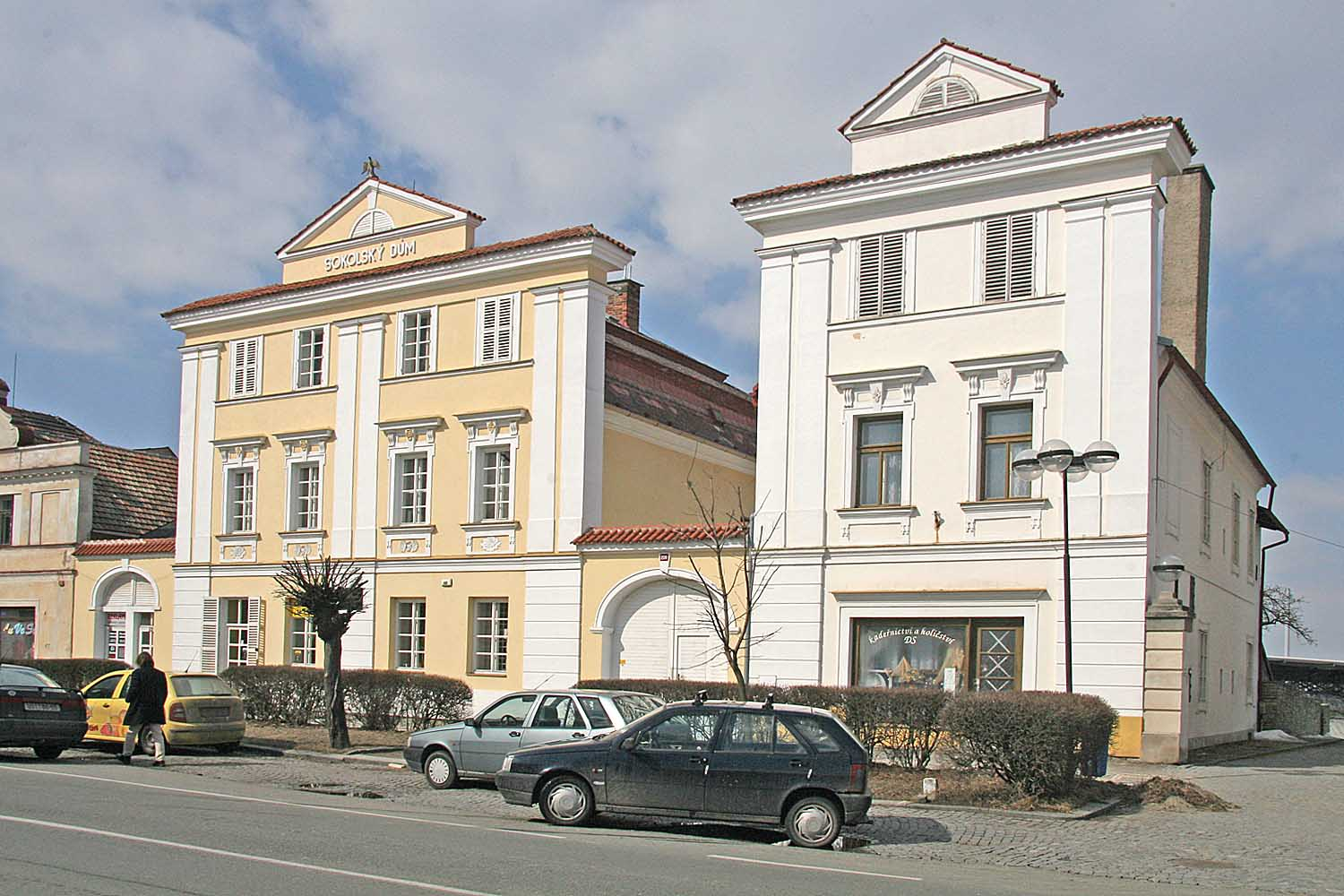
Sokolský dům
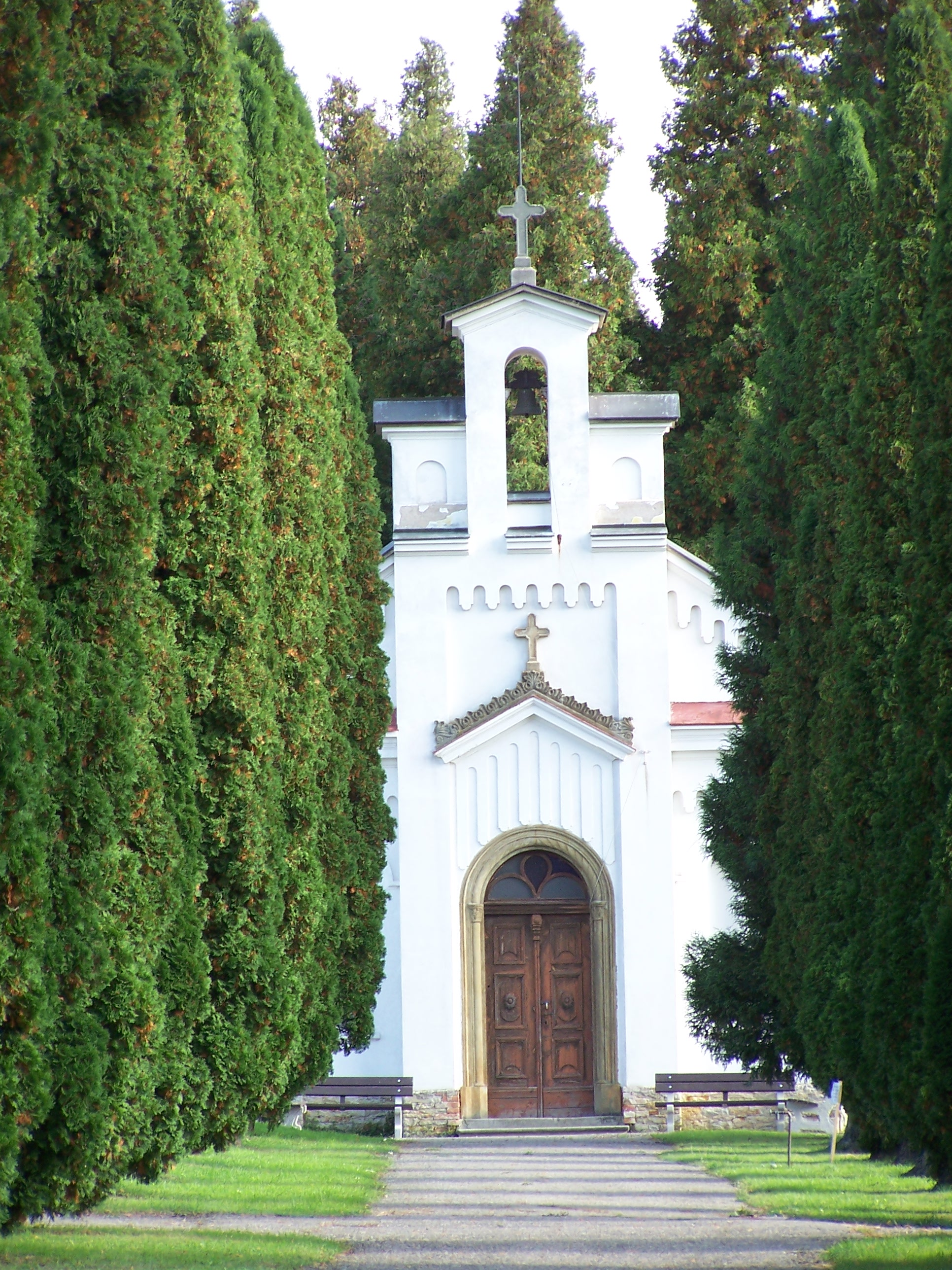
Hřbitovní kaple Svatého kříže
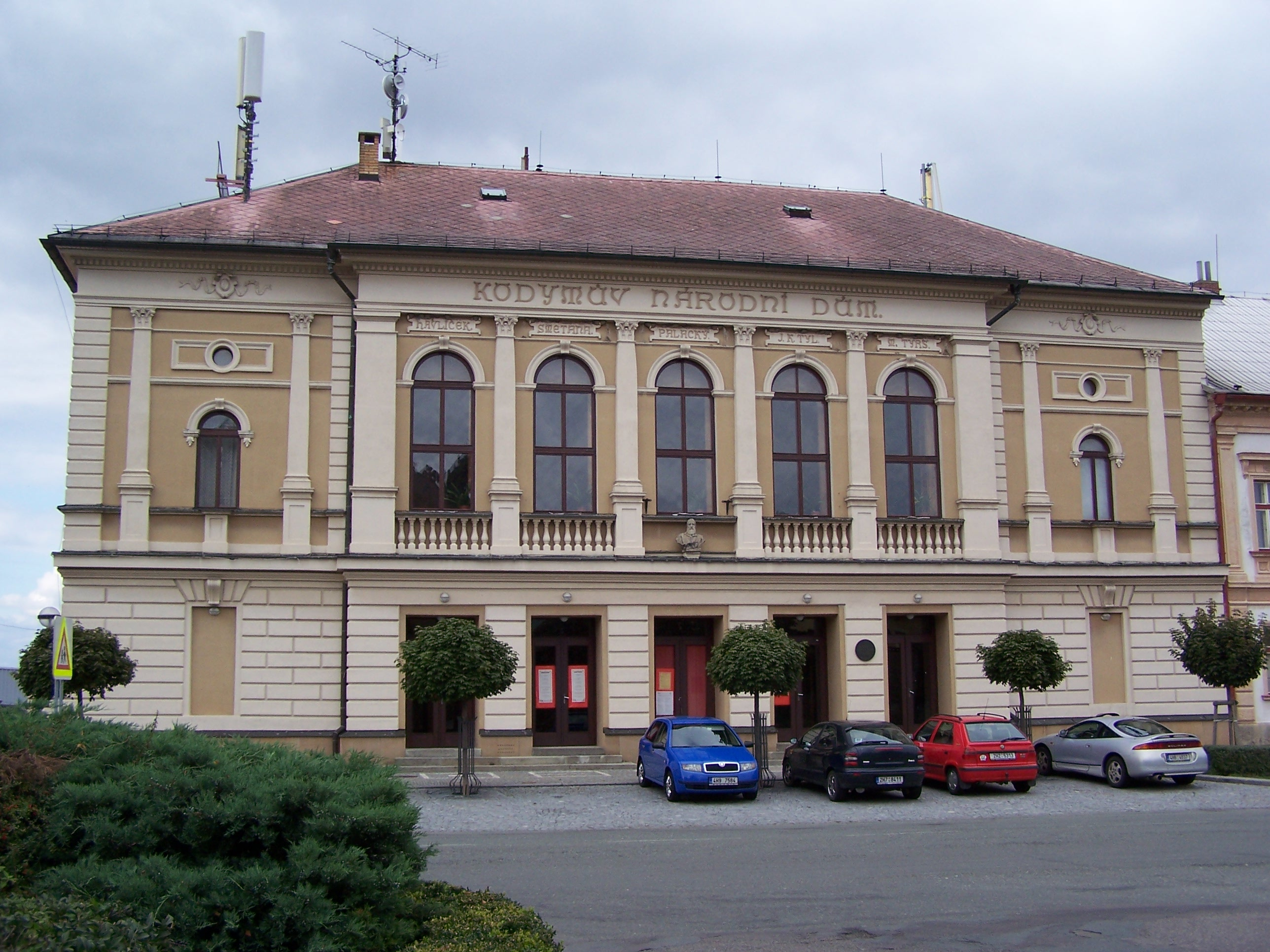
Kodymův Národní dům
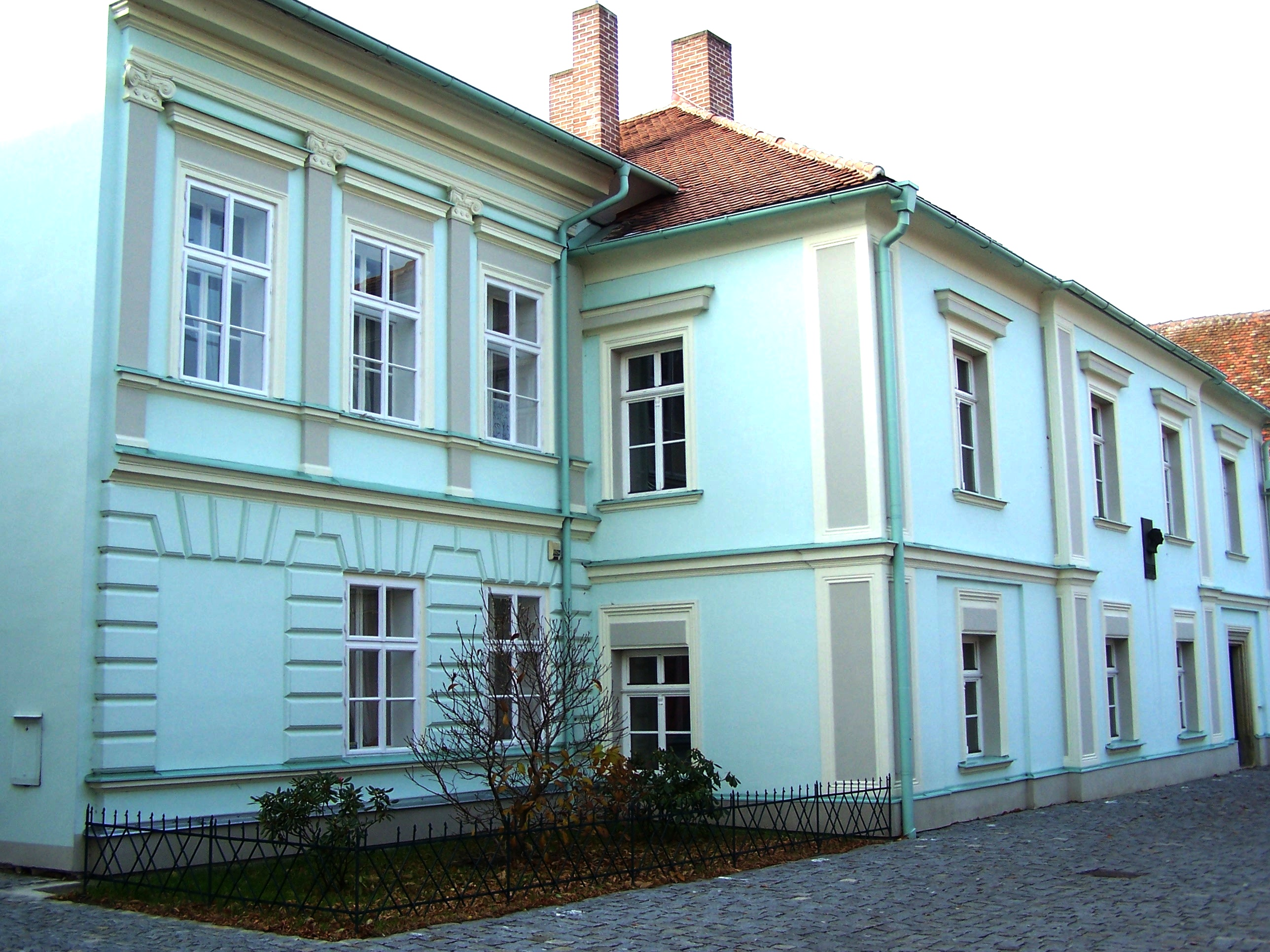
Rodný dům Františka Kupky
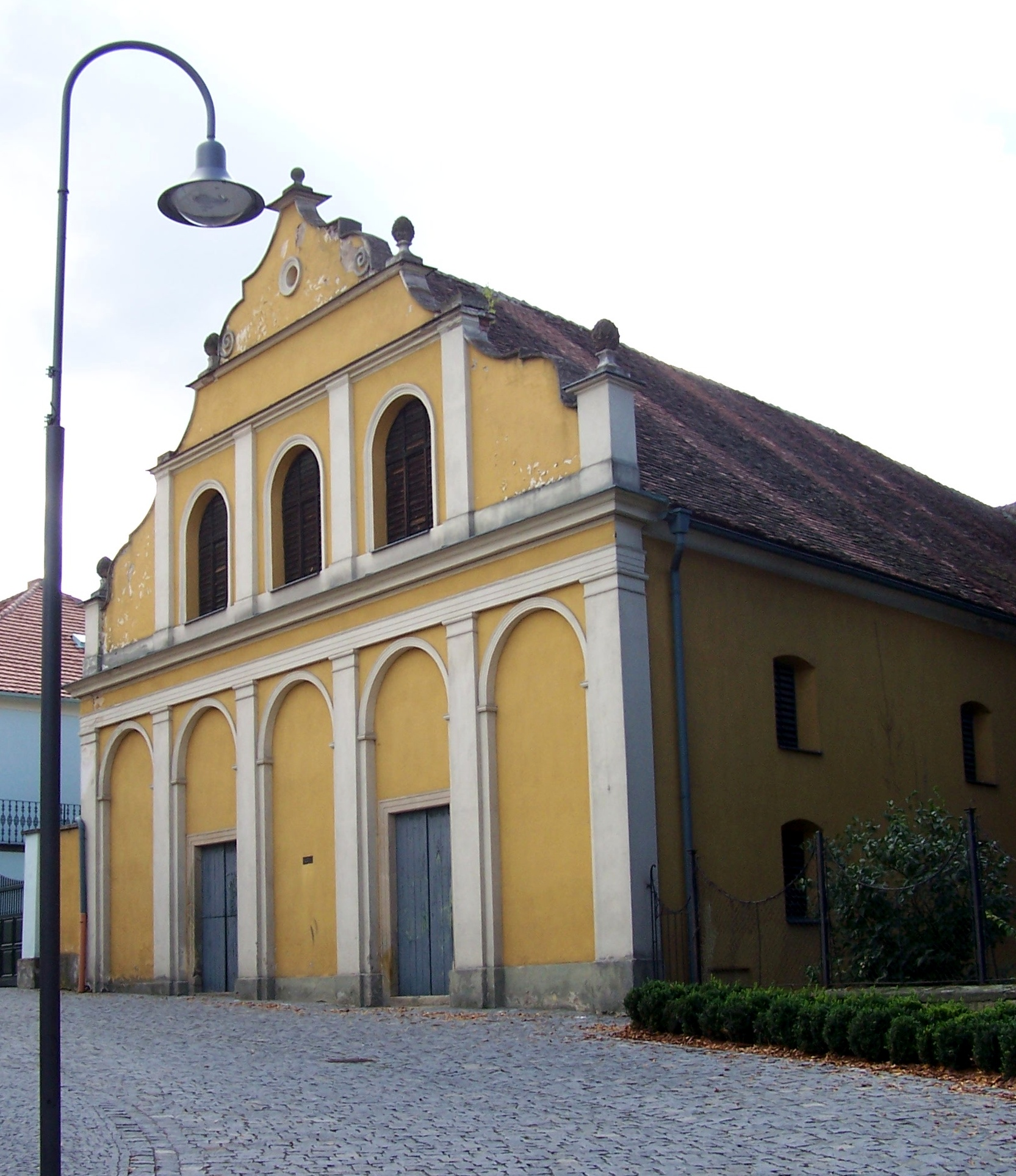
Panská míčovna
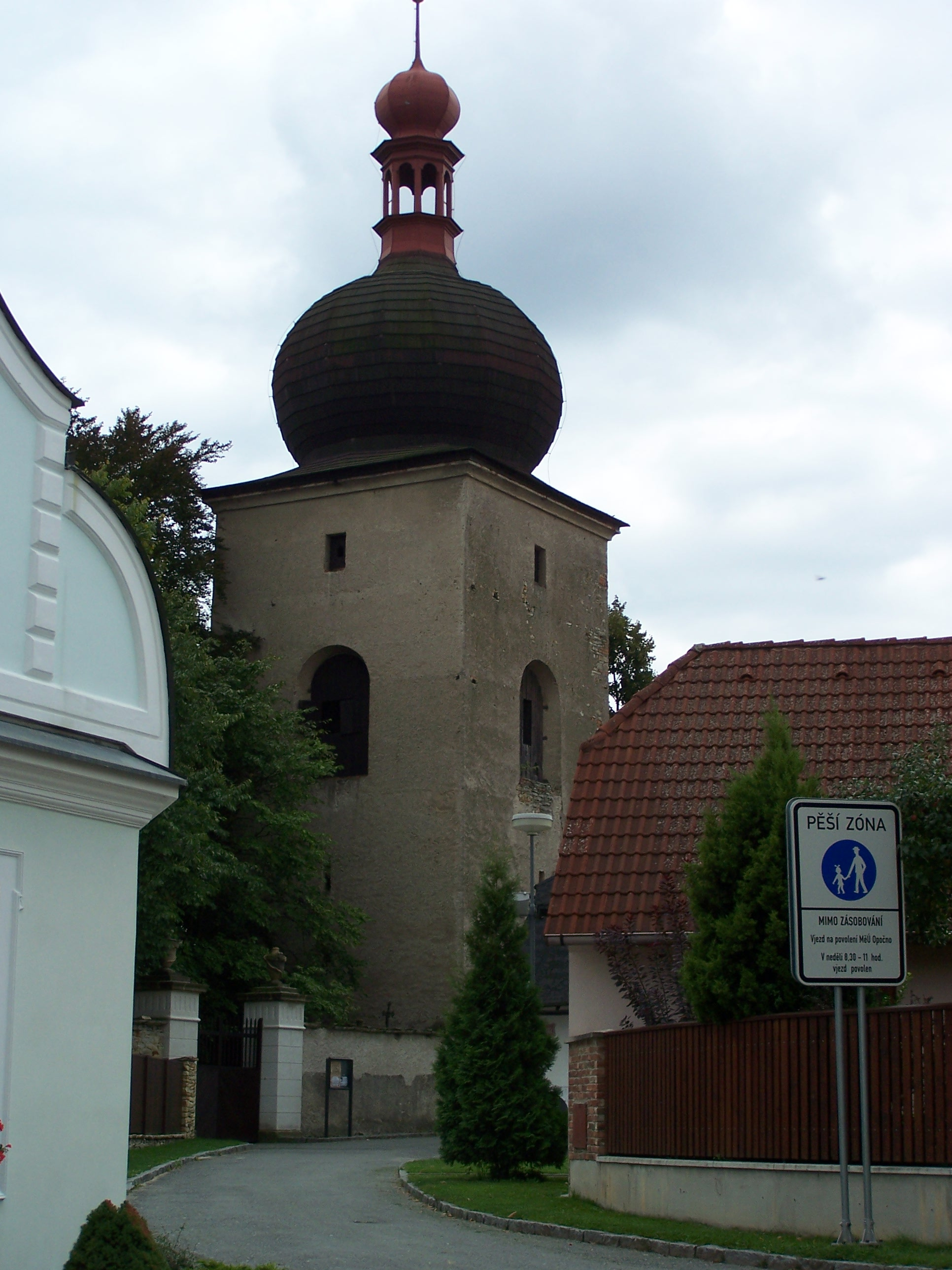
Zvonice
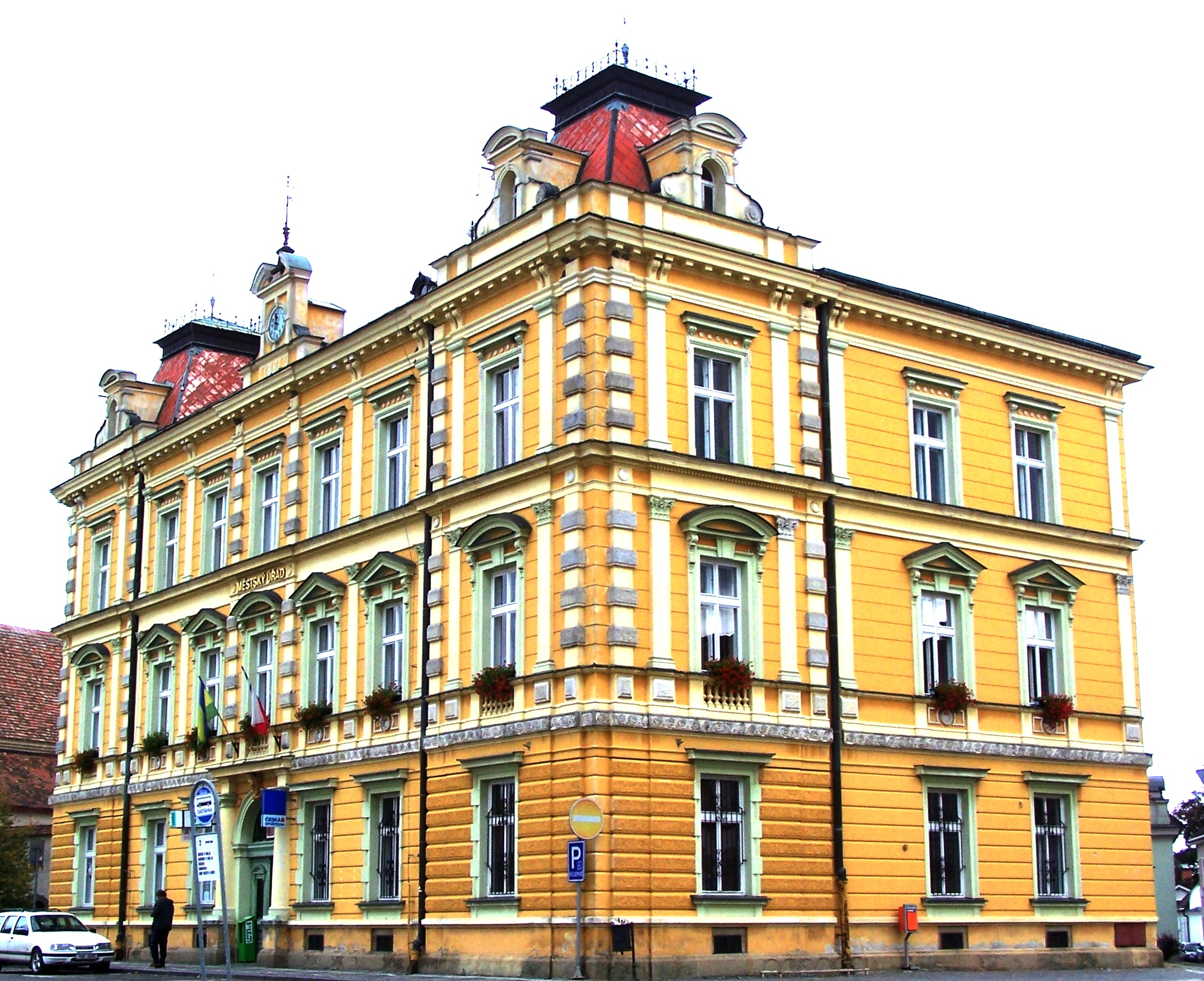
Městský úřad
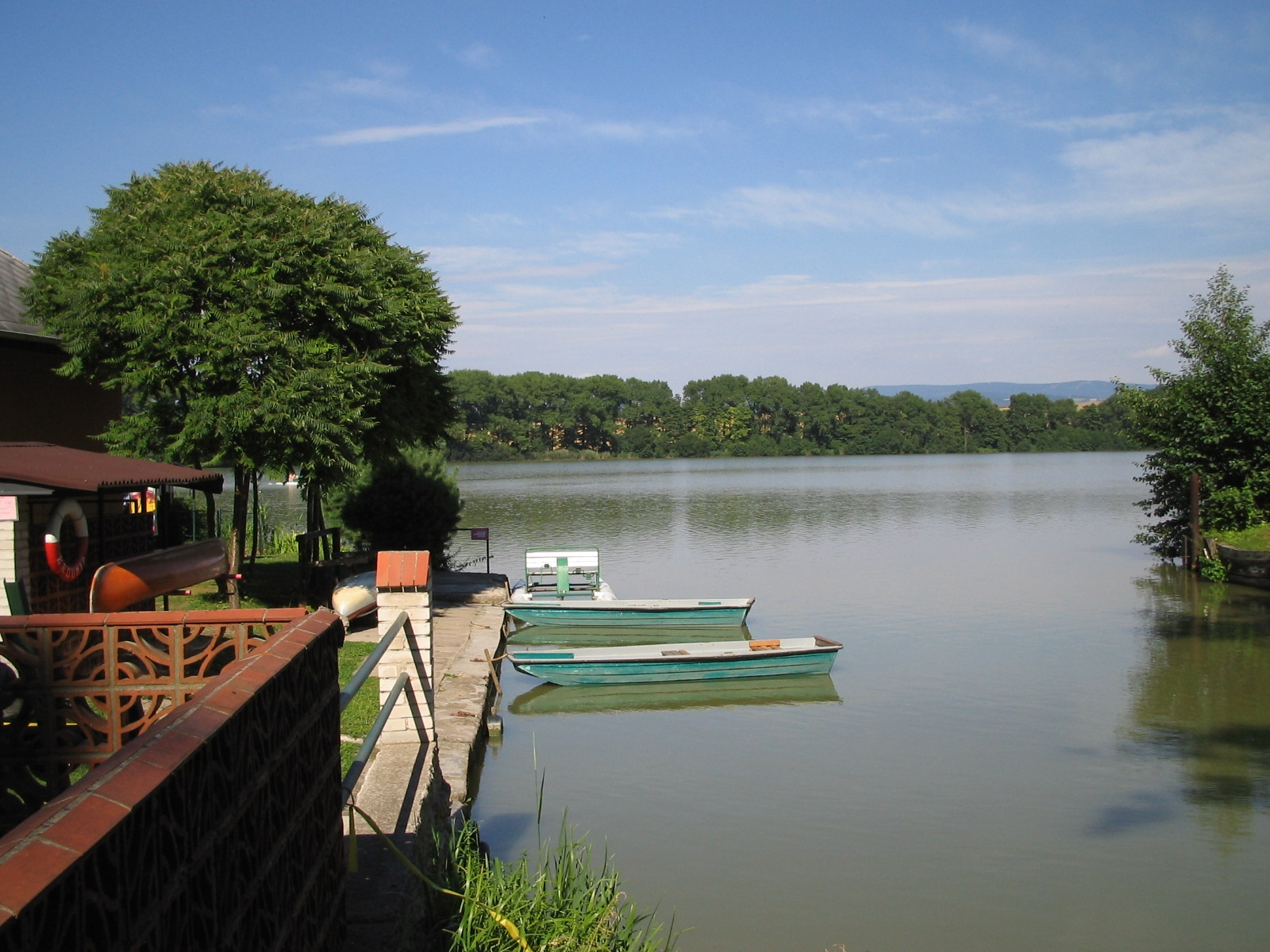
Rybník Broumar